# Thuidium tamariscellum
Thuidium tamariscellum là một loài Rêu trong họ Thuidiaceae. Loài này được (Müll. Hal.) Bosch & Sande Lac. miêu tả khoa học đầu tiên năm 1865.